# 馬里亞斯區
9°36′59″S 76°42′29″W / 9.6163°S 76.7080°W
馬里亞斯區（西班牙語：Distrito de Marías），是秘魯的一個區，位於該國中部瓦努科大區的五月二日省，始建於1962年5月12日，面積608.1平方公里，海拔高度3,484米，2005年人口7,017，人口密度每平方公里12人。